# Eucynortella panamensis
Eucynortella panamensis is een hooiwagen uit de familie Cosmetidae.